# Nikita Mazepin
Nikita Dmítrievich Mazepin (pronunciación en ruso: [Ники́та Дми́триевич Мазе́пин]); (Moscú, Rusia; 2 de marzo de 1999) es un piloto de automovilismo ruso. Compitió en monoplazas desde 2014, siendo sus mejores resultados un subcampeonato de GP3 Series en 2018, tercero del Campeonato Asiático de F3 en 2019-20 y quinto del Campeonato de Fórmula 2 de la FIA en 2020 con dos victorias. Fue piloto de Haas en la Fórmula 1 en 2021 y principios de 2022, año en el que fue despedido debido a la invasión rusa de Ucrania.
Desde entonces, compite en deportivos y prototipos, habiendo logrado algunas victorias en Asian Le Mans Series.

## Carrera

### Inicios
Mazepin comenzó su carrera en el karting en 2011. No logró ningún título, pero logró el subcampeonato en el Campeonato Mundial CIK-FIA en 2014.
En 2014, fue promovido a carreras de monoplazas. Corrió en las categorías MRF Challenge, Fórmula Renault 2.0 NEC, Eurocopa de Fórmula Renault 2.0 y en el campeonato neozelandés Toyota Racing Series. Tanto en MRF Challenge y la Fórmula Renault 2.0 NEC logró un podio en cada una.

### Campeonato Europeo de Fórmula 3 de la FIA
En 2015, Mazepin firmó contrato con la escudería Hitech GP para disputar la temporada 2016 del Campeonato Europeo de Fórmula 3 de la FIA. Estuvo en la zona de puntos en cuatro ocasiones y finalmente terminó vigésimo en el Campeonato de Pilotos con 10 puntos. Al año siguiente continuó con el equipo, y logró tres podios para finalizar décimo en el campeonato.

### GP3 Series
En 2017, firmó contrato con ART Grand Prix para disputar la GP3 Series 2018 junto a Callum Ilott, Anthoine Hubert y Jake Hughes. Logró cuatro victorias a lo largo del año y otros cuatro podios para acabar subcampeón en el Campeonato de Pilotos con 198 puntos detrás de Hubert.

### Campeonato de Fórmula 2 de la FIA

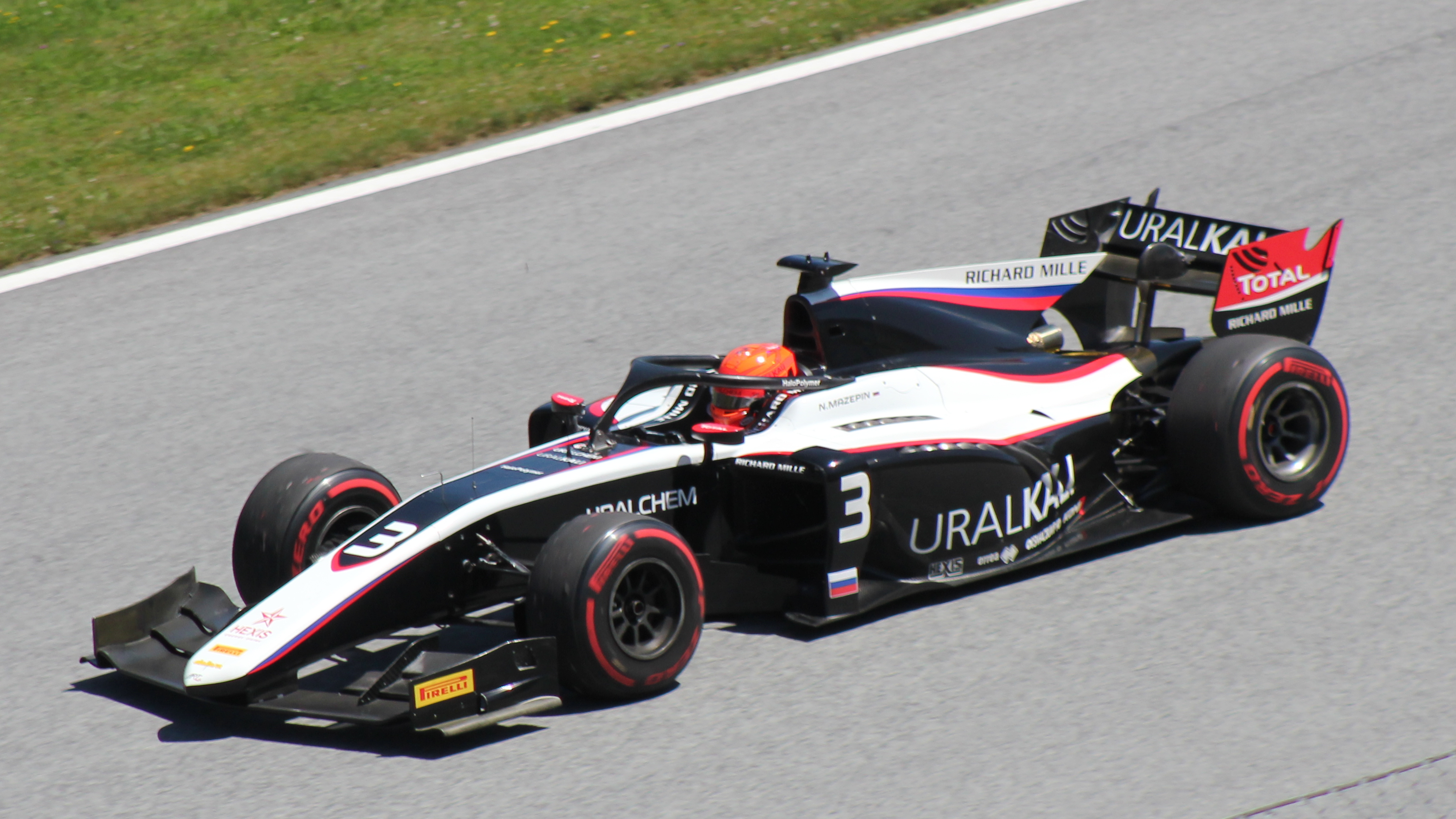
Mazepin corriendo para ART Grand Prix en la F2 2019.

En 2019, renovó contrato con ART para disputar el Campeonato de Fórmula 2 de la FIA. En su primer año en la categoría, estuvo en la zona de puntos en cinco ocasiones. Logró once puntos y el décimo octavo lugar en el Campeonato de Pilotos.
En 2020, pasó a la escudería Hitech Grand Prix. Logró su primer podio en la categoría en la carrera larga de Budapest, y su primera victoria en la ronda posterior. Tuvo que esperar hasta la ronda de Mugello para volver al triunfo.

### Fórmula 1

#### Piloto de pruebas
Entre 2016 y 2018, Mazepin estuvo vinculado con el equipo Force India en Fórmula 1. En esos tres años participó en varias pruebas, entre otras los entrenamientos postemporada y pretemporada en 2017 y 2018 respectivamente.
En 2019, realizó pruebas de la escudería Mercedes-AMG Petronas Motorsport, pero sin ser considerado como piloto probador oficial por Mercedes. Disputó los entrenamientos de temporada en Barcelona y fue el más rápido en el segundo día con un tiempo de 1:15.775.

#### Haas (2021-2022)

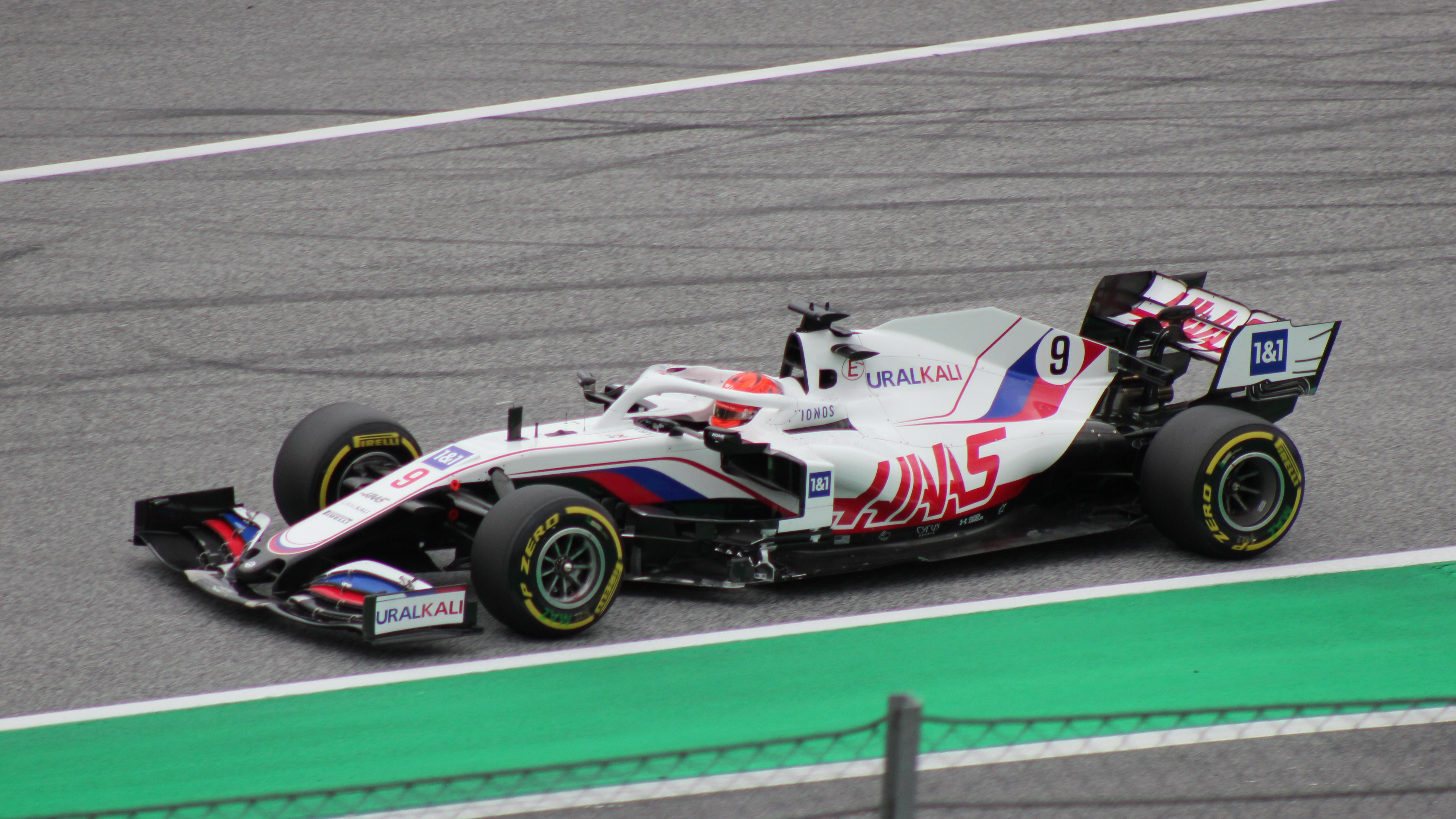
Nikita Mazepin en el GP de Austria de 2021

En diciembre de 2020, firmó contrato con la escudería Haas F1 Team para disputar la temporada 2021. Convirtiéndose así en el compañero del alemán Mick Schumacher (hijo del heptacampeón del mundo Michael Schumacher) quien también debutó en la categoría. Sin embargo, corrió bajo la bandera RAF (siglas de Federación Rusa del Automóvil) debido a una sanción a Rusia impuesta por el Tribunal de Arbitraje Deportivo por casos de dopaje.
En su temporada de debut, quedó en 21.ª posición en la clasificación general, sin sumar ningún punto y retirándose en cinco carreras, además de perderse una por dar positivo en COVID-19. A lo largo de la temporada, fue vencido con regularidad por su compañero, tanto en clasificación como en carrera. En septiembre de ese año, Haas renovó contrato con ambos pilotos.
Para 2022, la Federación Internacional del Automóvil (FIA) emitió un comunicado en el cual sancionó a Rusia con no mostrar banderas y símbolos rusos debido a la invasión a Ucrania, por lo tanto Mazepin iba a correr bajo la bandera de la FIA. Sin embargo, el día 5 de marzo, Haas decidió rescindir su contrato debido al impacto que produjo la invasión. El mes anterior había formado parte de los entrenamientos pretemporada en el circuito de Barcelona-Cataluña. Finalmente, cuatro días después de ser despedido, se confirmó al piloto danés Kevin Magnussen como su reemplazante. En una entrevista televisiva con la BBC, Mazepin afirmó que las sanciones deportivas a Rusia avalan la «cultura de la cancelación», y agregó que ve «tremendos riesgos en decir cualquier cosa» con respecto al conflicto bélico con Ucrania.

### Años posteriores
Tras un año fuera de las pistas, Mazepin cofundó el equipo 99 Racing para disputar la clase LMP2 de la Asian Le Mans Series.
Manejó un Oreca 07 junto a Neel Jani, Gonzalo Gomes y Ahmad Al Harthy, debutando con un podio. Fue finalmente cuarto en el campeonato.
En la siguiente temporada compartiría volante con Louis Delétraz y Ahmad Al Harthy. Se estrenarían con una victoria en Sepang, seguida por un segundo puesto en la misma pista. Luego, ganaron nuevamente en Dubái. Llegaron a la última fecha como líderes, pero Mazepin no pudo disputarla por enfermedad. Él finalizó nuevamente cuarto en el campeonato, junto detrás de Delétraz y Al Harthy.
A inicios de 2025, disputará las 24 Horas de Dubái con Graff Racing, conduciendo un Rossa LM GT.

## Polémicas y accidentes
En abril de 2016, Mazepin golpeó a Callum Ilott luego de los entrenamientos previos a una carrera de F3 Europea en Hungría, provocándole heridas leves en el rostro y el cuello. El piloto ruso fue excluido de la siguiente carrera por conducta antideportiva. Frits van Amersfoort, dueño del equipo con el que competía Ilott, criticó a la levedad de la sanción, considerándola «ridícula».
En la ronda de Sochi de F2 2019, en la antepenúltima carrera de la temporada, Mazepin provocó un accidente en la primera curva de la carrera, por el cual tanto el propio piloto ruso como Nobuharu Matsushita debieron ser hospitalizados. La FIA determinó que Mazepin fue totalmente culpable por el incidente ya que, tras salirse de la curva, decidió volver a pista salteándose la zona de ingreso indicada, lo que provocó que colisionara primero con Jack Aitken y luego con Matsushita. Fue penalizado con 15 posiciones para la grilla de salida de la siguiente carrera.
El 9 de diciembre de 2020, ocho días después de su fichaje por Haas, Mazepin publicó un video en su cuenta de Instagram donde se lo puede ver manoseando a una mujer en un auto, generando repudio y rechazo en las redes sociales. Posteriormente, el ruso borraría el video y publicó un mensaje pidiendo disculpas por su comportamiento. La mujer que aparece en el video, Andrea D’lVal, publicó una historia en su Instagram diciendo que ella publicó el video en la cuenta del piloto como «broma interna», y agregó que «confiaban el uno con el otro para bromear entre ellos».
Tras el hecho, la escudería Haas F1 Team emitió un comunicado repudiando el comportamiento de Mazepin y afirmando que es aberrante que se haya publicado el video en las redes sociales. La Fórmula 1 y la FIA apoyaron el comunicado del equipo. Sin embargo, en las redes sociales comenzó una campaña para pedir su exclusión inmediata, incluso amenazando con boicot a la competición bajo el lema #WeSayNoToMazepin.

## Vida personal
Mazepin es hijo de Dmitry Mazepin, accionista principal y presidente de Uralchem Integrated Chemicals Company, una manufactura de productos químicos. En marzo de 2022, tanto Nikita como su padre fueron incluidos en la lista de sancionados por la Unión Europea luego de la invasión rusa de Ucrania del mes anterior.
Tras quedar fuera de la Fórmula 1, Mazepin creó la fundación «We Compete as One», que apoya a deportistas excluidos por «razones políticas».

## Resumen de carrera
| Temporada | Categoría                                 | Equipo                     | Carreras          | Victorias         | Poles             | VR                | Podios            | Puntos            | Pos.              |
| --------- | ----------------------------------------- | -------------------------- | ----------------- | ----------------- | ----------------- | ----------------- | ----------------- | ----------------- | ----------------- |
| 2014-15   | MRF Challenge Formula 2000                | MRF Racing                 | 4                 | 0                 | 0                 | 0                 | 1                 | 36                | 10.º              |
| 2015      | Fórmula Renault 2.0 NEC                   | Josef Kaufmann Racing      | 16                | 0                 | 0                 | 0                 | 1                 | 125.5             | 12.º              |
| 2015      | Eurocopa de Fórmula Renault 2.0           | Josef Kaufmann Racing      | 7                 | 0                 | 0                 | 0                 | 0                 | N/A               | NC†               |
| 2015      | Toyota Racing Series                      | ETEC Motorsport            | 16                | 0                 | 0                 | 0                 | 0                 | 304               | 18.º              |
| 2016      | Campeonato Europeo de Fórmula 3 de la FIA | Hitech GP                  | 30                | 0                 | 0                 | 0                 | 0                 | 10                | 20.º              |
| 2016      | Gran Premio de Macao                      | Hitech GP                  | 1                 | 0                 | 0                 | 0                 | 0                 | N/A               | DNF               |
| 2016      | Eurocopa de Fórmula Renault 2.0           | AVF by Adrián Vallés       | 4                 | 0                 | 0                 | 0                 | 0                 | 5                 | 16.º              |
| 2016      | BRDC Fórmula 3                            | Carlin                     | 3                 | 1                 | 0                 | 0                 | 1                 | 51                | 23.º              |
| 2016      | Fórmula 1                                 | Sahara Force India F1 Team | Piloto de pruebas | Piloto de pruebas | Piloto de pruebas | Piloto de pruebas | Piloto de pruebas | Piloto de pruebas | Piloto de pruebas |
| 2017      | Campeonato Europeo de Fórmula 3 de la FIA | Hitech GP                  | 30                | 0                 | 0                 | 1                 | 3                 | 108               | 10.º              |
| 2017      | Fórmula 1                                 | Sahara Force India F1 Team | Piloto de pruebas | Piloto de pruebas | Piloto de pruebas | Piloto de pruebas | Piloto de pruebas | Piloto de pruebas | Piloto de pruebas |
| 2018      | GP3 Series                                | ART Grand Prix             | 18                | 4                 | 1                 | 5                 | 8                 | 198               | 2.º               |
| 2018      | Fórmula 1                                 | Sahara Force India F1 Team | Piloto de pruebas | Piloto de pruebas | Piloto de pruebas | Piloto de pruebas | Piloto de pruebas | Piloto de pruebas | Piloto de pruebas |
| 2019      | Campeonato de Fórmula 2 de la FIA         | ART Grand Prix             | 24                | 0                 | 0                 | 0                 | 0                 | 11                | 18.º              |
| 2019-20   | Campeonato Asiático de F3                 | Hitech Grand Prix          | 15                | 1                 | 0                 | 0                 | 4                 | 186               | 3.º               |
| 2020      | Campeonato de Fórmula 2 de la FIA         | Hitech Grand Prix          | 24                | 2                 | 0                 | 2                 | 6                 | 164               | 5.º               |
| 2021      | Fórmula 1                                 | Uralkali Haas F1 Team      | 21                | 0                 | 0                 | 0                 | 0                 | 0                 | 21.º              |
| 2023      | Asian Le Mans Series - LMP2               | 99 Racing                  | 4                 | 0                 | 2                 | 0                 | 2                 | 49                | 4.º               |
| 2023-24   | Asian Le Mans Series - LMP2               | 99 Racing                  | 3                 | 2                 | 0                 | 1                 | 3                 | 68                | 4.º               |
| 2025      | Middle East Trophy - GTX                  | Graff Racing               | 1                 | 0                 | 0                 | 0                 | 0                 | 0                 | NC                |
| Fuente:   |                                           |                            |                   |                   |                   |                   |                   |                   |                   |

- † Como Mazepin fue piloto invitado, no fue elegible para puntuar.

## Resultados

### Campeonato Europeo de Fórmula 3 de la FIA
(Clave) (negrita indica pole position) (cursiva indica vuelta rápida)

| Año      | Escudería | Motor    | 1         | 2        | 3        | 4        | 5         | 6        | 7        | 8        | 9         | 10       | 11       | 12       | 13       | 14       | 15       | 16       | 17       | 18       | 19       | 20        | 21       | 22        | 23       | 24       | 25        | 26       | 27       | 28      | 29       | 30        | Pos. | Puntos |
| -------- | --------- | -------- | --------- | -------- | -------- | -------- | --------- | -------- | -------- | -------- | --------- | -------- | -------- | -------- | -------- | -------- | -------- | -------- | -------- | -------- | -------- | --------- | -------- | --------- | -------- | -------- | --------- | -------- | -------- | ------- | -------- | --------- | ---- | ------ |
| 2016     | Hitech GP | Mercedes | LEC 1 19  | LEC 2 12 | LEC 3 10 | HUN 1 EX | HUN 2 Ret | HUN 3 13 | PAU 1 16 | PAU 2 13 | PAU 3 Ret | RBR 1 14 | RBR 2 17 | RBR 3 14 | NOR 1 11 | NOR 2 11 | NOR 3 11 | ZAN 1 17 | ZAN 2 15 | ZAN 3 17 | SPA 1 12 | SPA 2 Ret | SPA 3 8  | NÜR 1 16  | NÜR 2 14 | NÜR 3 16 | IMO 1 13  | IMO 2 11 | IMO 3 15 | HOC 1 8 | HOC 2 10 | HOC 3 Ret | 20.º | 10     |
| 2017     | Hitech GP | Mercedes | SIL 1 Ret | SIL 2 15 | SIL 3 7  | MNZ 1 11 | MNZ 2 10  | MNZ 3 11 | PAU 1 4  | PAU 2 7  | PAU 3 Ret | HUN 1 12 | HUN 2 11 | HUN 3 10 | NOR 1 10 | NOR 2 18 | NOR 3 10 | SPA 1 2  | SPA 2 7  | SPA 3 11 | ZAN 1 11 | ZAN 2 11  | ZAN 3 10 | NÜR 1 Ret | NÜR 2 11 | NÜR 3 16 | RBR 1 Ret | RBR 2 3  | RBR 3 2  | HOC 1 6 | HOC 2 6  | HOC 3 7   | 10.º | 108    |
| Fuentes: |           |          |           |          |          |          |           |          |          |          |           |          |          |          |          |          |          |          |          |          |          |           |          |           |          |          |           |          |          |         |          |           |      |        |

### GP3 Series
(Clave) (negrita indica pole position) (cursiva indica vuelta rápida puntuable)

| Año  | Escudería      | 1   | 1   | 2   | 2   | 3   | 3   | 4   | 4   | 5   | 5   | 6   | 6   | 7   | 7   | 8   | 8   | 9   | 9   | Pos. | Puntos | Ref.  |
| ---- | -------------- | --- | --- | --- | --- | --- | --- | --- | --- | --- | --- | --- | --- | --- | --- | --- | --- | --- | --- | ---- | ------ | ----- |
| 2018 | ART Grand Prix | BAR | BAR | LEC | LEC | SPI | SPI | SIL | SIL | BUD | BUD | SPA | SPA | MNZ | MNZ | SOC | SOC | YMC | YMC | 2.º  | 183    | [ 5 ] |
| 2018 | ART Grand Prix | 1   | 10  | 2   | 5   | 13  | 7   | 2   | 7   | 1   | 12  | 5   | 1   | 5   | 3   | 2   | Ret | 5   | 1   | 2.º  | 183    | [ 5 ] |

### Campeonato de Fórmula 2 de la FIA
(Clave) (negrita indica pole position) (cursiva indica vuelta rápida puntuable)

| Año  | Escudería         | 1    | 1    | 2    | 2    | 3   | 3   | 4    | 4    | 5    | 5    | 6   | 6   | 7   | 7   | 8   | 8   | 9   | 9   | 10  | 10  | 11   | 11   | 12   | 12   | Pos. | Puntos | Ref.   |
| ---- | ----------------- | ---- | ---- | ---- | ---- | --- | --- | ---- | ---- | ---- | ---- | --- | --- | --- | --- | --- | --- | --- | --- | --- | --- | ---- | ---- | ---- | ---- | ---- | ------ | ------ |
| 2019 | ART Grand Prix    | SAK  | SAK  | BAK  | BAK  | BAR | BAR | MON  | MON  | LEC  | LEC  | SPI | SPI | SIL | SIL | BUD | BUD | SPA | SPA | MNZ | MNZ | SOC  | SOC  | YMC  | YMC  | 18.º | 11     | [ 7 ]  |
| 2019 | ART Grand Prix    | 19   | 13   | 8    | Ret  | 16  | 14  | 10   | 8    | Ret  | 16   | 12  | 11  | 16† | 12  | 12  | 15  | C   | C   | 11  | 9   | 8    | Ret  | 10   | 17†  | 18.º | 11     | [ 7 ]  |
| 2020 | Hitech Grand Prix | SPI1 | SPI1 | SPI2 | SPI2 | BUD | BUD | SIL1 | SIL1 | SIL2 | SIL2 | BAR | BAR | SPA | SPA | MNZ | MNZ | MUG | MUG | SOC | SOC | SAK1 | SAK1 | SAK2 | SAK2 | 5.º  | 164    | [ 48 ] |
| 2020 | Hitech Grand Prix | 14   | 10   | 14   | 8    | 2   | 5   | 1    | 5    | 4    | 8    | 13  | 6   | 2   | 4   | Ret | 8   | 1   | 18  | 7   | 2   | 5    | 2    | 9    | 9    | 5.º  | 164    | [ 48 ] |

### Fórmula 1
(Clave) (negrita indica pole position) (cursiva indica vuelta rápida)

| Año     | Escudería             | 1       | 2      | 3      | 4      | 5      | 6      | 7      | 8      | 9      | 10     | 11      | 12     | 13      | 14      | 15     | 16     | 17     | 18     | 19     | 20     | 21      | 22     | Pos. | Puntos |
| ------- | --------------------- | ------- | ------ | ------ | ------ | ------ | ------ | ------ | ------ | ------ | ------ | ------- | ------ | ------- | ------- | ------ | ------ | ------ | ------ | ------ | ------ | ------- | ------ | ---- | ------ |
| 2021    | Uralkali Haas F1 Team | BHR Ret | EMI 17 | POR 19 | ESP 19 | MON 17 | AZE 14 | FRA 20 | EST 18 | AUT 19 | GBR 17 | HUN Ret | BEL 17 | NED Ret | ITA Ret | RUS 18 | TUR 20 | USA 17 | MEX 18 | SÃO 17 | QAT 18 | ARA Ret | ABU WD | 21.º | 0      |
| Fuente: |                       |         |        |        |        |        |        |        |        |        |        |         |        |         |         |        |        |        |        |        |        |         |        |      |        |

### Asian Le Mans Series
(Clave) (negrita indica pole position) (cursiva indica vuelta rápida)

| Año     | Escudería | Clase | Automóvil       | 1   | 2   | 3   | 4   | 5   | Pos. | Puntos | Ref.   |
| ------- | --------- | ----- | --------------- | --- | --- | --- | --- | --- | ---- | ------ | ------ |
| 2023    | 99 Racing | LMP2  | Oreca 07-Gibson | DUB | DUB | YMC | YMC |     | 4.º  | 49     | [ 50 ] |
| 2023    | 99 Racing | LMP2  | Oreca 07-Gibson | 3   | 6   | 7   | 2   |     | 4.º  | 49     | [ 50 ] |
| 2023-24 | 99 Racing | LMP2  | Oreca 07-Gibson | SEP | SEP | DUB | YMC | YMC | 4.º  | 68     | [ 51 ] |
| 2023-24 | 99 Racing | LMP2  | Oreca 07-Gibson | 1   | 2   | 1   |     |     | 4.º  | 68     | [ 51 ] |